# AMAT Palermo
AMAT Palermo S.p.A., acronimo di Azienda Municipalizzata Auto Trasporti, è una società in house del comune di Palermo concessionaria della gestione del servizio di trasporto pubblico locale nel capoluogo siciliano e in parte della sua città metropolitana oltre che della sosta tariffata, dei servizi di bike e car sharing, della rimozione coatta dei veicoli e della gestione tecnico-economica della zona a traffico limitato.

## Storia
Con lo sviluppo dei mezzi motorizzati nella città il servizio pubblico a mezzo di autobus è esercitato da alcuni ditte private le quali operavano grazie a licenze provvisorie, rinnovate ogni sei mesi dall'Ispettorato ferroviario e dall'autorità Comunale. Tra le ditte di questo periodo ricordiamo: la Ditta Basile, con la concessione di due linee, la Ditta Ingrassia e D'Agostino. L'ultima a differenza delle altre offre un ottimo servizio con buoni mezzi. Una Ditta molto criticata e contestata fu la Bugliarelli, la quale venne soppiantata dalla società tranviaria U.T.E.T.S, che possedeva grandi capitali e mezzi. Seguirono le offerte di un certo Trapani e delle già note Ditte Ingrassia, Basile e D'Agostino, che con la loro flotta riuscirono a fondare la C.A.P (Compagnia Autobus Palermo) il tutto rimase nel caos generale e non se ne seppe nulla. In questo grande stato confusionario alla ditta Marco Aurelio Bruccola fu concesso di esercitare in via provvisoria per sei mesi nella tratta Palermo-Santuario Santa Rosalia. Si dovrà aspettare il luglio 1924 per una concessione definitiva del servizio con Autobus, nel '25 continuano i servizi di trasporto pubblico a Palermo con il signor Guido Simoncini, che ottenne la concessione provvisoria per la stagione balneare con la linea Politeama-Mondello. Seguirono la Ditta Basile con il collegamento piazza S. Domenico-Brancaccio-Ciaculli. Nel 1926 la linea Politeama-Mondello viene affidata alla Società Randazzo-Cecala, a differenza della linea Cecilia-Villagrazia che fu concessa alla Ditta Modica. L'esercizio delle linee passa allora alla S.A.I.A. con l'acquisto di 14 Lancia Pentajota. Nel 1927 il Comune acquista i Fiat 503 di colore blu pagati a rate bimestrali; nel gennaio 1925, data storica per lo sviluppo del trasporto pubblico a Palermo, vennero inserite in fase di approvazione 10 linee:
- Linea 1: Via Oreto - Via Maqueda - Via Libertà - Piazza Leoni.
- Linea 2: Piazza Marina - 4 canti - Via Libertà - Via Notarbartolo.
- Linea 3 : Piazza Marina - 4 canti - Via Libertà - Via Notarbartolo.
- Linea 4: Piazza Marina - 4 canti - Porta Maqueda - Via Pignatelli Aragona - Piazza S. Francesco di Paola - Piazza Guarnaschelli - Via Malaspina - Via Dante - Via La Mantia - Corso Olivuzza - Via Guglielmo Il Buono - Piazza Ingastone.
- Linea 5: Porta S.Antonino – Via Maqueda – Piazza Verdi – Via Pignatelli Aragona – Piazza Guarnaschelli – Via San Martino – Via Boscogrande – Via Malaspina – Cruillas.
- Linea 6: Piazza Marina – Corso Vittorio Emanuele – Via Matteo Bonello – Piazza Papireto – Corso Alberto Amedeo – Via Colonna Rotta – Via Cipressi – Ex Convento Cappuccini – con prolungamento per Via Altarello e Boccadifalco.
- Linea 7: Piazza S. Orsola – Via Vespri - Via Perez – Via Lincoln – Via Roma – Via Cavour – Via P.pe Scordia – Corso Scinà – Piazza Ucciardone – Via Falde – Via Montalbo.
- Linea 8: Piazza Politeama – Via Libertà – R. Favorita – Giusino – Mondello.
- Linea 9: Piazza S. Cecilia – Roccella – Ciaculli.
- Linea 10: Piazza S. Cecilia – Romagnolo – Acqua dei Corsari.

### S.A.I.A.
Dal primo febbraio 1928 Giuseppe Pensovecchio costituisce a Palermo la Società Anonima Industria Autobus. Essa disponeva di un enorme capitale, patrimonio di vetture, officine, attrezzi e pezzi di ricambio. Si contavano 39 vetture marcianti e nove vetture tenute come riserva. Gli uffici dell'azienda sono situate in via Imperatore Federico n° 2, l'autorimessa in via D'Ucria e l'officina in Piazzetta Cairoli. Grazie all'atto del notaio La Placa, l'Azienda acquista delle aree nella zona di Via Real Favorita e Via Resuttana, pari a 10.300 m², dove costruirono autorimesse, officine e magazzini.

### La difficile convivenza di autobus e tram
Tra il 1931-1932 la suddivisione dei servizi pubblici di trasporto urbano a Palermo, tra la Società tranviaria e la Società filoviaria era ormai paritetica, alle 19 linee tranviarie si affiancano ben 14 linee esercitate con autobus. La posizione della S.A. I.A. si consolida nel 28 dicembre 1936, quando le viene affidata la concessione degli autoservizi urbani di Palermo. Gli itinerari delle linee interferiscono con quelli tranviari, e U.T.E.T.S. e la Società S.A.I.A. propongono un piano per riordinare i servizi per evitare le concorrenze. Intorno agli anni '30 la crisi dei trasporti investe tutte le aziende di trasporto pubblico d'Italia.
L'11 dicembre 1931, le due società trovarono un accordo, ovvero quello di rendere il servizio tranviario e quello automobilistico l'uno integrativo dell'altro. Il 26 maggio 1932 a Michele di Spatafora vengono sanzionati i seguenti accordi:
soppressione di linee tranviarie:
- linea 2: Porrazzi – Romagnolo
- linea 3: Stazione Centrale – Noce
- linea 4: Piazza Marina – Uditore
- linea 5: Piazza Marina – S.Lorenzo
- linea 11: Politeama – Sferracavallo
- linea 12: Circolare Est

soppressione di linee automobilistiche:
- linea 2: Piazza Marina – Notarbartolo
- linea 4: Piazza Porcelli – Via Montalbo
- linea 6: Piazza Verdi – Mondello – Sferracavallo

modifiche nei percorsi automobilistici:
- linea 5: Via Cuba – Via Cappuccini – Porta Felice
- linea 5 bis: Acquasanta – Vergine Maria
- linea 7: Piazza Verdi – Via Volturno – Corso Olivuzza – Passo di Rigano
- linea 13: d'estate alcune corse saranno prolungate fino a Baida

istituzione di linee automobilistiche:
- Piazza Porrazzi – Porta Nuova
- Piazza Marina – Foro Umberto – Romagnolo
- Piazza Verdi – Resuttana – S.Lorenzo
- S.Antonino – Noce

Nel 1935 e 1936 la S.A.I.A. sospende i suoi programmi perché alcune esigenze impongono di limitare l'uso della benzina. La Società, però, nel 1937, acquista 12 autobus all'Alfa Romeo. Ma in quel periodo le Aziende di Trasporto pubblico devono affrontare grossi problemi, e la S.A.I.A. nel febbraio del 1939, trasformò 14 autobus a gassogeno, acquistò 4 autobus nuovi a gassogeno e 27 autobus con motore diesel ad iniezione. Dal primo gennaio 1939 per legge devono essere tolti tutti i veicoli a benzina. Ma la S.A.I.A. per non interrompere il servizio pubblico li utilizzerà sotto il controllo dell'Ispettorato Generale delle ferrovie, tranvie, automobili. Il 30 novembre dello stesso anno venne calcolata con opportune modifiche ad alcune linee si vide che la lunghezza complessiva del servizio urbano è pari a 85.394 km. Nasce la necessità di avere una rete tranviaria: nel dicembre 1940 nasce la S.A.S.T. (Società Anonima Siciliana Trasporti), tra il '42 e il '43 la città venne colpita da numerosi bombardamenti che distrussero la rete filotranviaria ed i depositi aziendali, vennero velocemente ripristinati i vecchi tram, per ottemperare alla situazione ormai critica. Nella stessa situazione si trova la S.A.I.A, che riesce ad acquistare nel 1950 dieci filobus Alfa Romeo 140AF Piaggio Ansaldo da 13,50 m, con la carrozzeria interamente in acciaio inossidabile e per questo chiamati “Freccia d'Argento”. La lunghezza d'esercizio raggiunge i 190,400 km a differenza della SAST che arriva a soli 147.484 km. Seguirono forti periodi di crisi, il Comune decise di aiutare, con l'ausilio di alcuni fondi regionali, la nascita di un'azienda Speciale, che avrebbe gestito l'esercizio del trasporto pubblico, la nota A.M.A.T.

### La nascita dell'AMAT
L'AMAT Palermo nasce il 21 settembre 1964 con la fusione di tre società private di trasporto urbano pubblico (SAIA, SAST e Restivo) ed è diretta erede delle società che fin dall'inizio del ventesimo secolo si occuparono della gestione del trasporto pubblico a Palermo e dintorni.
L'AMAT nel 1999 si è trasformata in azienda speciale della mobilità cioè non si limita solamente al trasporto fisico ma è impegnata nel favorire lo spostamento dei cittadini nel territorio; dal 7 marzo 2005 è diventata una società per azioni con socio unico il Comune di Palermo.
L'AMAT Palermo S.p.A offre il servizio di Pubblico Trasporto coprendo l'intero territorio cittadino e raggiungendo alcuni comuni, quali Villabate, Isola delle Femmine e Monreale. In questo passaggio ad azienda Municipalizzata la rete si ridusse drasticamente da 11.677 a 8.475 km, con questo piano si ebbe una regolarità nel servizio con un parco mezzi di circa 634 Autobus con circa 3580 dipendenti. L'Azienda nel 1984 può contare su una percorrenza annua di circa 765 km con 60 linee.
Un anno importante della storia dell'AMAT è il 2005, quando diviene una società per azioni con unico azionista il Comune di Palermo.
Nel 2005 viene approvato un progetto per ricreare una nuova linea tranviaria a Palermo: i lavori hanno inizio nel 2007 e si concludono nel 2015. La gestione delle 4 linee create viene affidata all'AMAT.
Nel 2023 ha avviato la sperimentazione dell'app Muoversi a Palermo attraverso la quale sarà possibile monitorare in tempo reale la circolazione dei bus e dei tram.

## Gestione
L'AMAT gestisce: il trasporto su gomma nella città di Palermo, e nei comuni di: Monreale,  
Altofonte (solo frazione Piano Maglio), Villabate, Isola delle Femmine e nel capoluogo siciliano anche il servizio su rotaia, inoltre i servizi; di bike e car sharing (in collaborazione con AMTS (Catania), amiGO) a Palermo, Alcamo e Castellammare del Golfo, trasporto disabili, per turisti, di rimozione forzata, aree di sosta, la segnaletica stradale e per le aree camper.

## Dati societari
La rete di autolinee urbane si sviluppa per circa 338.3 km compreso l'extra-urbano. La percorrenza chilometrica annua è di circa 23 milioni di km, effettuati con circa sessanta linee urbane e il numero annuo di passeggeri trasportati è di circa 80 milioni. La superficie coperta dai servizi di trasporto è di 159 km². Lungo i percorsi stabiliti si trovano circa 2306 fermate a richiesta di cui 900 fornite di pensiline e panchine in legno. La società gestisce inoltre alcune delle aree di sosta, i parcheggi di Piazzale Ungheria e di Via Ernesto Basile, nonché l'area destinate ai camper presente al Piazzale John Lennon (già Giotto).

### Parco veicoli
Per l'esercizio delle quattro linee tranviarie l'azienda possiede 17 tram Bombardier Flexity Outlook.
L'azienda conserva due autobus storici restaurati, modello Fiat 405 Menarini Monocar 1001, del 1966 (matricole 433 e 437)
.

### Uffici e presidi
L'azienda ha sede presso il deposito in Via Roccazzo 77 nel quartiere Borgo Nuovo. Al suo interno sono presenti aree per la manutenzione dei mezzi e gli uffici della direzione. Sempre all'interno dei depositi sono presenti due stazioni di rifornimento Gasolio, una stazione di compressione del Gas metano. Sono presenti inoltre, cinque officine mobili che intervengono nei piccoli interventi di manutenzione dei mezzi lungo i percorsi, quattro sedi di uffici abbonamenti dislocate in varie zone della città, cinque chioschi telematici atti all'informazione e dei presidi aziendali presso i cosiddetti nodi di interscambio.